# Factores de riesgo de cáncer de mama
El cáncer de mama es el tumor maligno más frecuente en mujeres, su incidencia es mayor a los 30 años y  aumenta con la edad. Es el segundo de los tumores con altas tasas de mortalidad. Siendo un problema socio- económico en países desarrollados. Su causa se debe a una progresiva acumulación de aberraciones genética. Posee una clasificación anatomía patológica: no invasivos (in situ) o invasivos, que indica la afección o no de la membrana basal.  Los factores de riesgo de padecer cáncer de mama están relacionados con el estilo de vida, factores (hereditarios, ambientales, hormonales), lesiones mamarias, que permiten identificar la predisposición que pueden tener las mujeres y de igual manera dar un diagnóstico precoz.

## Estilo de vida
Diversas investigaciones han demostrado que al igual que con los otros tipos de cáncer, los factores del estilo de vida tienen una influencia importante para el desarrollo de cáncer de mama.
Dentro de estos factores tenemos:

### Actividad física
Una escasa actividad física se asocia a un mayor riesgo de desarrollar cáncer de mama en el futuro, y además se ha reportado un aumento en el riesgo de reaparición del cáncer después del tratamiento. La actividad física regular ayuda en la prevención de cáncer de mama debido a que favorece a mantener un peso corporal ideal, equilibrando los niveles hormonales, manteniendo un metabolismo adecuado y fortaleciendo el sistema inmunológico.

### Consumo de alcohol
Investigaciones actuales sugieren que el consumo de bebidas alcohólicas (1 o 2 bebidas por día) se asocia a un riesgo aumentado de padecer cáncer de mama, de igual manera con un riesgo de que el cáncer reaparezca a pesar del tratamiento.

### Alimentos
No existe una evidencia confiable que sugiera que el consumir o evitar determinados tipos de alimentos tenga efectos positivos sobre la reducción en el desarrollo de cáncer de mama, sin embargo, una dieta rica en frutas y verduras contribuye a muchos beneficios para la salud.

### Peso
Las mujeres posmenopáusicas con sobrepeso u obesidad tienen mayor tendencia a desarrollar cáncer de mama o a un fracaso en el tratamiento.

## Factores hereditarios
Algunas mutaciones genéticas pueden ser causantes de cáncer mama.
Aproximadamente entre un 5 a 10% cáncer de mama son de origen hereditario. Los genes BRCA 1 y BCRA 2 descubiertos en 1994 y 1995 respectivamente son los que se  asocian principalmente al cáncer de mama sin embargo no se descarta la asociación de otros genes como PALB2, p53, CDH1, ATM y CHEK2, los cuales se encuentran en estudios.
El tipo de cáncer por la mutación BRCA 1 suele ser de carácter más agresivo a comparación del BCRA 2. 
En la actualidad existen pruebas para la detección temprana de este tipo de mutaciones para un abordaje terapéutico temprano sin embargo su elevado costo muchas veces limita el acceso a las mismas.

## Factores ambientales
El uso constante de desinfectantes, pesticidas, grasas dietéticas, contaminantes industriales, medicamentos o productos químicos ambientales pueden producir las diversas características de los receptores asociados con el cáncer de mama. Los químicos ambientales cambian el comportamiento de las células mamarias normales y pueden promover el desarrollo del cáncer.
Otro de los factores es la relación entre las ondas, radiaciones y la luz visible. La ciencia ha establecido esta relación para muchos tipos de ondas, pero no las relacionadas con el término ondas de radiofrecuencia, sino desde la radiación ionizante utilizada en equipos de imágenes clínicas hasta las ondas en el espectro de luz visible que también se consideran ondas. En cuanto a la radiación ionizante utilizada por diferentes métodos de diagnóstico radiológico, aunque el equilibrio entre los riesgos y beneficios de la mamografía y otros exámenes no se discute en el contexto del diagnóstico, la carcinogénesis es uno de los riesgos de dichas ondas de radio. Otro riesgo es la exposición a la luz durante la noche, ya que afecta a las personas que realizan actividades durante este período de tiempo, según la OMS cree que la exposición a este tipo de radiación durante la noche es un "carcinógeno probable". La razón de este efecto es que el nivel sanguíneo de melatonina se reduce, siendo esta una hormona anticancerosa secretada por la glándula pineal en el cerebro cuando dormimos por la noche.

## Factores hormonales
Dentro de los factores de riesgo biológicos hormonales se encuentra la menarquia temprana y la menopausia tardía, ya que en estas dos condiciones existen cambios bruscos producidos en nuestro cuerpo, siendo estos los factores de riesgo de mayor fuerza de asociación.  En la etapa temprana de la menarquia se desencadena una serie de secreciones y trastornos hormonales en las mujeres, que hacen que afecten a la carcinogénesis, ya que promueven este proceso, haciendo que las células sean susceptibles a ataques carcinogénicos o alterando el crecimiento de tumores ya establecidos. El mismo efecto cancerígeno hormonal sucede en la menopausia tardía. La obesidad está dentro de los factores hormonales ya que se cree que el exceso de estrógenos producido por la grasa puede ser una de las causas de este tumor de mama sensible a las hormonas.
En cambio, en los factores de riesgo no biológicos se encuentra el consumo de anticonceptivos orales (AO) y esto está relacionada con la terapia con estrógenos a largo plazo durante 7 años o más, o con el uso de progesterona durante más de 5 años, ya que reduce el factor protector de la menopausia frente al cáncer de mama. El efecto carcinogénico del estrógeno depende en parte de la alquilación de sus moléculas a nivel de las células, la generación de radicales libres que pueden dañar el ADN y la potencial genotoxicidad de la enzima y algunos de sus metabolitos. Los metabolitos de estrógenos oxidados afectan la proliferación y apoptosis del tejido mamario y, por lo tanto, pueden causar cáncer. También tiene un efecto proliferativo directo al inducir proteínas y enzimas que interrumpen la síntesis de ácidos nucleicos e indirectamente al estimular factores de crecimiento.

## Lesiones mamarias

### Lesiones premalignas
- Enfermedad de Paget del pezón: En la que aparecen cambios en la piel como eritema, secreciones o costras; dichos cambios pasan desapercibidos ante las pacientes por lo que su diagnóstico es tardío, por lo que, al momento de llegar a consulta, al menos el 50% de las pacientes ya presentan masas palpables. Es muy común encontrarse con asimetría además de cambios fibróticos difusos en uno de los cuadrantes mamarios, por lo general en el superior externo.[15]

### Lesiones papilares
- Adenomas del pezón: Aparecen como tumores sólidos localizados en el pezón o en la región subareolar. Pueden provocar telorrea, tumoraciones en el pezón o lesiones palpables retroareolares

- Papilomas intraductales, pueden ser solitarios o múltiples

Solitarios: Afectan a mujeres en edades entre los 30 a 50 años, su tamaño oscila entre 3 a 4 mm por lo9 general. Pueden invadir conductos principales o ser intraquísticos.
Aparecen como secreciones serosas o sanguinolentas persistentes, son diagnosticados por citología o estudios de imagen
Múltiples: Presencia de por lo menos cinco papilomas separados entre sí, ubicados dentro de un segmento del tejido o también a su aparición en al menos dos bloques consecutivos en una pieza de tejido obtenida en cirugía. En la mayoría de los casos invade ductos adyacentes y forma fibrosis por lo que se reconoce como nódulo o masa. 
Aparecen por lo general en mujeres en edades de 50 años, son bilaterales.

### Lesiones benignas
- Metaplasia apocrina: se caracteriza por la presencia de células apocrinas de gran tamaño e intenso citoplasma eosinófilo, a menudo se agrupan y en ocasiones aparecen con prolongaciones papilares

- Quistes: Espacios rellenos con fluido que nace de la unidad lobular ductal terminal o en algún ducto que se encuentre obstruido. Son las masas más comunes, especialmente en mujeres entre 40 o 50 años. Las células apocrinas presentan citoplasma eosinófilo y granular.

- Ectasia ductal: Puede tener la apariencia de ductos dilatados, con ocasional compromiso de ductos pequeños. Se observa infiltración de linfocitos, células plasmáticas e histiocitos en el tejido periductal; en el interior de los ductos por lo general aparece tejido calciforme

- Fibroadenomas: Tumor benigno más visto en mujeres menores a 35 años. Aparecen como una masa móvil, de apariencia gruesa, definidos, pero sin cápsula. Suelen crecer hasta 2 a 3 cm y luego parar su crecimiento, aunque se han visto masas de hasta 6 a 7 cm, entonces se les conoce como adenomas gigantes.
  - Fibroadenoma gigante: Fibroadenoma de gran tamaño, microscópicamente tiene la misma apariencia de cualquier fibroadenoma
  - Hamartoma: Por lo general es asintomático, la mayoría aparece en mujeres mayores a 35 años. Tiene bordes bien definidos, contenido graso, tejido fibroso conectivo y glandular; es rara la presencia de espacios conocidos como pseudoangiomas
  - Adenolipoma: Contienen grasa, cuando son palpables son móviles y suaves
  - Fibroadenoma juvenil: Rápido crecimiento de lesiones en pacientes jóvenes; por lo general son benignas
  - Adenoma tubular: Con actividad secretora, no tiene relación con la lactancia, aunque ocurre en ocasiones durante el embarazo

- Fibrosis: Aumento en el tejido conectivo fibroso, como masa palpable; los lóbulos aparecen reducidos en número y tamaño

- Tumores vasculares: En forma de capilares, de tipo cavernoso y venoso

- Tumores de células granulares: Se origina de las células Schwann, dispuestas en bandas o cordones en un estroma denso y fibroso, núcleos irregulares con prominentes nucleolos; aparecen entre los 40 años

- Necrosis grasa: Cuadro de dolor o retracción de la piel y masa palpable. Por lo general se lo relaciona con traumatismos post cirugías o radioterapia, aunque su causa aún es desconocida.[17]